# Margarida Blasco
Maria Margarida Blasco Martins Augusto (ur. 25 lipca 1956 w Castelo Branco) – portugalska prawniczka, sędzia, w latach 2024–2025 minister administracji i spraw wewnętrznych.

## Życiorys
Absolwentka prawa na Uniwersytecie Lizbońskim (1978). Zawodowo związana z sądownictwem, jako sędzia zajmowała się m.in. sprawą katastrofy lotniczej, w której zginął Francisco Sá Carneiro. W latach 1987–1991 kierowała gabinetem zastępcy ministra sprawiedliwości. W latach 2004–2005 pełniła funkcję dyrektora generalnego służby specjalnej Serviço de Informações de Segurança (SIS). Była też członkinią Najwyższej Rady Sądownictwa. W latach 2012–2019 zarządzała IGAI, inspekcją resortu spraw wewnętrznych monitorującą pracę służb policyjnych. Następnie do czasu przejścia w stan spoczynku w 2021 orzekała w Najwyższym Trybunale Sprawiedliwości.
W kwietniu 2024 objęła urząd ministra administracji i spraw wewnętrznych w rządzie Luísa Montenegra. Pełniła tę funkcję do czerwca 2025.